# 埃诺·雷诺
埃诺·雷诺（芬蘭語：Eino Leino，1878年7月6日—1926年1月10日）是一位芬兰诗人及记者。他被认为是芬兰诗歌的先锋者之一。他的诗歌里融合了现代及芬兰民歌的元素。他的大多数作品的风格跟《卡勒瓦拉》和民歌相像。自然、爱情和绝望是雷诺作品里经常出现的主题。时至今日，他依然倍受爱戴，作品广为传阅。

## 早年生涯

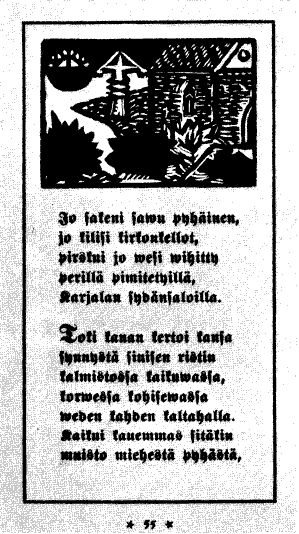
埃诺·雷诺的作品

埃诺·雷诺出生在芬兰帕尔塔莫市镇，取名为阿尔马斯·埃纳尔·莱奥波德·伦博姆（Armas Einar Leopold Lönnbohm），在有十个孩子的家庭中排行第七，且为最小的儿子。因当时芬兰上层人物及受过教育的阶层多说瑞典语，雷诺的父亲为了能在职场上发展特意将自己的姓从芬兰语的“穆斯托宁”（Mustonen）改成瑞典语的“伦博姆”（Lönnbohm）。埃诺的哥哥卡西米尔·雷诺也是芬兰文化界的一位重要人物。他是一位诗人、评论家和戏剧导演。埃诺和卡西米尔一起在1898年创办了一个文学期刊。
雷诺在12岁的时候发表了他的第一首诗歌，并在18岁时发表了诗集《三月歌集》（Maaliskuun lauluja）。
雷诺还在上学的时候他的父母就去世了。他先在卡亚尼入学，后转至奥卢和海门林纳上学，期间他寄宿在亲戚家里。他在海门林纳高中毕业，并考入赫尔辛基大学。

## 创作生涯

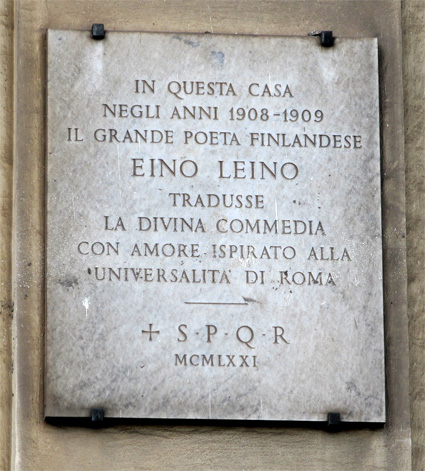
雷诺在翻译《神曲》时住过的罗马房子的墙上纪念牌

在他早期创作生涯里，雷诺倍受喜爱和推崇。他参加文学和新闻圈内的活动，并成为“青年芬兰人”圈子的一员。雷诺的朋友圈中有艺术家佩卡·哈洛宁和后来以诗人和翻译家著称的奥托·曼尼宁。
在芬兰内战之后，雷诺民族团结的理想主义信念被摧毁，而他作为记者和辩论家的影响力也减弱了。在1918年40岁的时候他被批准得到了作为国家级诗人的退休金。尽管他不断发表创作，但他还是有经济上的困难，且他的健康状况不断恶化。雷诺在一封给他朋友贝特尔·格里彭贝里写于1925年的信中说到：“生命总是在和永恒的力量搏斗”。
雷诺发表了70多本诗集和短篇小说集。其中最著名的是两本诗集《Helkavirsiä》（1903年和1916年），在这两本诗集中他大量使用芬兰神话和民间传说。
除了诗歌创作外，雷诺还给报纸写有关戏剧和文化的报道。他还翻译了一些如鲁内贝里和歌德等重要作家的作品。在芬兰他是首位将但丁的《神曲》翻译成芬兰语的人。
雷诺曾结过三次婚，他有一个女儿。他是在1926年47岁时去世的。
有关雷诺最详细的传记是他的情人及同事L·奥内尔瓦在1930年代所创作的。这极具戏剧化的故事也是奥内尔瓦有关她自己生活的自传。

## 文学风格及地位

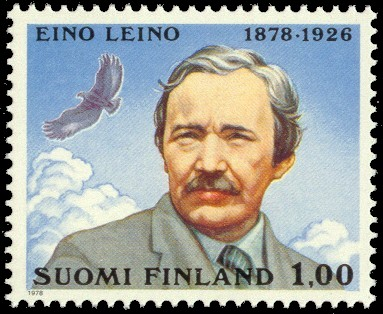
在1978年为纪念雷诺而发行的芬兰邮票

雷诺被认为是芬兰文学中民族浪漫主义的第一位也是最重要的一位影响者。事实上，是雷诺自己创造了“民族新浪漫主义”这个词来概括包括芬兰独立不久后才华出众的作曲家让·西贝柳斯、画家阿克塞利·加伦-卡勒拉和建筑设计师埃列尔·萨里宁等人的作品。
雷诺的风格在他长达35年的创作生涯中得到发展。在包括他最著名的诗集《Helkavirsiä》（1903年）的早期作品中，芬兰民族史诗《卡勒瓦拉》的影响是显然易见的。
在他创作生涯的中期，雷诺把一些世界文学名著翻译成芬兰语。同时他也在多个文学形式上进行创作：诗歌、话剧、散文、评论及其它新闻性文章。他的作品涵盖了从深刻的爱情到厌世及刻薄的批评等范围广阔的情感世界。
在个人生活困难时期之后的生命中最后的岁月里，雷诺重新回到他年轻时期的民族浪漫主义的主题中来创作。